# Rachel Ashley
Rachel Ashley (Louisville (Kentucky), 4 juli 1964) is een Amerikaanse voormalige pornoactrice. Pseudoniemen waaronder ze werkte, waren onder meer Rachel Orion, Ashley Summer, Ashley Summers en Rhonda Vanderbildt.
Ashley debuteerde in 1983 op 19-jarige leeftijd in de pornofilm Fleshdance. In september 1983 was ze te zien op de omslag van het blad Adult Cinema Review en in december 1985 op de omslag van Expose XXX Video. In 1983 zong ze als Rhonda Vanderbildt de single Golden Girls  voor de gelijknamige film. In 1989 stopte ze met porno; ze had toen reeds aan meer dan 75 pornoproducties meegewerkt.

## Onderscheidingen
- 1984 - AFAA Award - Best Actress (voor Every Woman Has a Fantasy)
- 1984 - AVN Award - Best New Starlet
- 1985 - XRCO Award for Best Sensual Female (voor Every Woman Has a Fantasy)
- 1985 - XRCO Award for Best Copulation Scene (samen met John Leslie voor Every Woman Has a Fantasy)

## Films (selectie)
- 1983: Fleshdance
- 1983: Alexandra
- 1983: Golden Girls
- 1984: Every Woman Has a Fantasy
- 1984: Breaking It
- 1985: Corporate Assets
- 1985: The Sperminator
- 1986: I Wanna Be a Bad Girl
- 1987: Transverse Tail
- 1987: Slumber Party Reunion
- 1987: Deep Inside Rachel Ashley
- 1988: Shaved Sinners
- 1989: Slick Honey